# 약사

약사와 약국을 상징하는 유발과 유봉.

약사(藥師, pharmacists)는 보건 과학 분야에서 의약품 사용에 관한 안전과 효과에 초점을 맞추어 업무를 수행하는 보건의료인이다. 약사는 환자 치료에 직접적으로 관여하는 보건 의료팀의 일원이다. 약사는 의약품의 생화학적 작용기전, 약물 사용, 치료적 기능, 부작용, 잠재적인 의약품 상호작용, 모니터링 파라미터 등을 이해하기 위하여 대학교 학부수준의 교육을 이수한다. 교육 과정을 통해 해부학, 생리학, 병태생리학 등을 배우게 된다. 약사는 이런 전문 지식을 환자, 의사와 그 외 보건의료 종사자에게 전달한다.
면허증을 얻기 위한 조건으로 국가에 따라 약학사 또는 약학 박사 학위를 요구하기도 한다.
가장 일반적인 약사의 업무는 지역 약국 약사 또는 병원 약사로 의약품의 적절한 사용과 부작용 등에 대한 상담을 수행한다. 많은 나라에서 약사는 보건의료 서비스 제공자로 규제받는다. 국가마다 다른 법에 따라, 일부 국가에서는 약사 처방전에 의해 의약품(예, 예방접종)을 투여하기도 한다. 약사는 그 외 산업, 도매, 연구, 학술, 국방, 정부 등 다양한 업무에 종사한다.

## 약사 업무의 특성
일반적으로, 약사의 기초적인 역할은 보건의료 제공자로서 환자에게 처방된 의약품을 검토하고 조제하는 것이다. 현대의 약사는 환자와 다른 보건의료 종사자에게 의약품의 선택, 용량, 상호작용, 부작용 등에 대해 조언하고, 알고 있는 지식을 바탕으로 처방자와 환자 사이를 중개하는 역할을 한다. 약사는 환자의 건강이나 진행을 관찰하면서 의약품 사용의 효과와 안전을 책임진다. 약사는 조제를 수행할 수도 있지만, 오늘날 많은 의약품은 제약회사의 표준 용량과 약물 전달체로 생산되고 있다. 일부 국가에서 약사는 독립적 처방권 또는 의사와 협업을 통한 처방권을 갖고 있다.
고령화와 고학력화 등으로 증가하는 수요 때문에 증가되는 약물 치료와 보건 의료 체계의 다른 영역에서의 의존성 때문에 약사의 임상 상담 요구는 증가되는 것으로 보인다. 현재 가장 중요한 약사의 역할로 꼽히는 한가지는 약물적 관리이다. 약물적 관리는 환자와 환자의 질병 상태, 의약품, 좋은 결과를 위한 관리에 직접적으로 영향을 미친다. 약물적 관리는 투약오류의 감소, 복약 순응도 증가, 고혈압이나 심혈관 질병 위험인자와 같은 만성 질환 상태 관리, 강력한 약사-환자 관계 그리고 장기적으로 의료 지출의 감소 등을 포함한다.
약사는 종종 환자와 보건의료인의 첫 접점이 된다. 그러므로 약사는 환자의 약물 관리와 의사로의 환자 전달에서 중요한 역할을 한다. 이러한 역할은 다음에 한정되지 않지만 다음을 포함한다.
- 임상적 약물 관리: 의약품 처방을 검토하고 관찰하는 일
- 진단되었거나 진단되지 않은 환자 상태에 대한 분석, 그리고 임상적인 의약품 관리 요구
- 특화된 질병 상태 관찰: 신부전 환자와 간부전 환자에서 약물 용량 조절 등
- 의약품 조제
- 약학적 지식 제공
- 환자 건강 관찰과 조언: 조언과 일반적인 질병 상태 치료 등을 포함
- 약무 보조와 그 외 약국 직원을 감독
- 처방전의 투여 약물 감독
- 일반의약품 공급
- 최적의 의약품 사용을 위한 환자와 보건의료인 교육 (예, 적절한 사용, 과용량 방지)
- 필요한 경우 다른 보건의료인에게 이첩
- 약동학적 평가
- 예방접종을 통한 보건 증진

### 교육과 자격
약학 교육과 약사 면허, 지속적인 약사 교육의 역할은 국가마다, 지역마다 다르다. 많은 나라에서 약사는 약학대학에서 학사학위를 받거나 기타 국가나 지역의 자격 요건을 만족하도록 요구한다. 약사는 약물학, 생약학, 화학, 유기화학, 생화학, 의약화학, 미생물학, 약국실습 (약물 상호작용, 약물 관찰, 의약분업 등을 포함한다.), 약제학, 약사법, 생리학, 해부학, 약동학, 약력학, 약물 전달, 약물 치료학, 신경학, 간장학, 약물 조제 등을 배운다. 추가적인 학사과정으로 실험실 시험, 질병 상태 관리, 치료, 처방(환자에게 적절한 의약품 선택) 등을 배울 수도 있다.
졸업과 동시에 다양한 종류와 지역에서 의약품을 제공할 수 있는 약사 면허를 받는다. 일부는 심장이나 암에 대해 특별 수련을 받기도 한다.

### 전문 분야
전문 분야는 다음을 포함한다.
| - 학술 약사 - 임상 약제학 약사 - 지역 약사 - 조제 약사 - 상담 약사 - 약물 정보 약사 - 가정 건강 약사 - 병원 약사 - 산업 약사 - 정보학 약사 - 대리 약사(Locum Pharmacist) - 관리 의료 약사(Managed Care Pharmacist) - 군 약사(Military Pharmacist) - 핵약학 전문 약사(Nuclear Pharmacist) | - 암 전문 약사(Oncology Pharmacist) - 처방 약사(Pharmacist prescriber) - 규제기관 약사 - 동물 약사 - 임상병리약사(Pharmacist Clinical Pathologist) - 임상독성약사(Pharmacist Clinical Toxicologist) |

## 국가별 교육 제도

### 대한민국
약사의 교육은 약학대학에서 담당하고 있다. 약학대학의 교육은 4년의 학부 과정이었으나, 2006년 고등교육법 시행령이 개정되어 2009년부터 개방형 6년제(2+4년제)로 전환되었다. 약학대학에 입학하기 위해서는 대학을 2년 이상 수료 후 약학대학입문자격시험(PEET,Pharmacy Education Eligibility Test)에 응시하여 점수를 취득해야 하며, 입학 후 4년간의 교육을 받게 된다. 학교에 따라 약학과, 제약학과, 한약학과 가 개설돼 있는데, 이중 약학과와 제약학과가 약사에 관한 교육을 담당하고, 한약학과는 한약사에 대한 교육을 담당하고 있다. 약사가 되기 위해서는 약학대학을 졸업하고 한국보건의료인국가시험원에서 시행하는 약사국가시험에 합격해서 면허를 취득하여야 한다. 현재 대한민국에는 총 35개의 약학대학(국립 10개 학교, 사립 25개 학교)이 개설되어 있다.

### 일본
일본은 2004년 5월 약학교육을 6년으로 확대하고 약사시험 자격에 최저 6개월간의 실무실습을 의무화하는 학교교육법 및 약사법 일부 개정안을 가결하였다. 이에 따라 2006년부터 학제가 6년으로 바뀌었다. 그러나 4년 과정도 연구자 양성 코스로 존치돼 있어, 많은 약대가 6년 과정과 더불어 4년 과정을 병행하고 있다. 4년 과정 졸업자의 경우 약사가 되기 위해서는 추가로 2년간 더 교육을 받아야 한다.

## 기억할 만한 약사
- 닥터페퍼 개발자 찰스 앨더튼(Charles Alderton)
- 펩시콜라 개발자 칼렙 브래드햄(Caleb Bradham)
- 기상학의 아버지 루크 하워드(Luke Howard)
- 주요 천식 약 개발을 이끈 데이비드 잭(David Jack)
- 코카콜라 개발자 존 펨버턴(John Pemberton)
- 1804년 모르핀을 발견한  F.W.A.제르튀르너(Friedrich Sertürner)
- 백열등 개발자 조지프 스완(Joseph Swan)

## 판례

### 약사면허증 대여
- 그 면허증 대여의 상대방 즉 차용인이 무자격자인 경우는 물론이요 자격 있는 약사인 경우에도, 그 대여 이후 면허증 차용인에 의하여 대여인 명의로 개설된 약국 등 업소에서 대여인이 직접 약사로서의 업무를 행하지 아니한 채 차용인에게 약국의 운영을 일임하고 말았다면 약사면허증을 대여한 데 해당한다고 풀이하여야 한다[16]

## 같이 보기
- 약제사
- 화학자
- 약학
- 의사
- 한약사